# Берроуз, Джордж Рейнольдс Скотт
Джордж Рейнольдс Скотт Берроуз (англ. George Reynolds Scott Burrows; 18 февраля 1827, Корхэмптон, Гэмпшир, Англия, Великобритания — 8 июля 1917, Бат, Сомерсет, там же) — британский военный деятель, генерал Британской Индийской армии.
Родился в семье священника. В 1844 году поступил на военную службу Британской Ост-Индской компании. Занимал ряд административных должностей в Британской Индийской армии, был командиром 15-го бомбейского туземного пехотного полка (1867—1870), заместителем генерал-квартирмейстера (1870—1874), генерал-квартирмейстером Бомбейской армии (1874—1879). В 1879—1880 года в звании бригадного генерала принял участие во второй англо-афганской войне, командовал британско-индийскими войсками в битве при Майванде, в которой потерпел сокрушительное поражение от мятежных афганцев. За личную храбрость в бою отмечен командованием, однако в дальнейшем никаких важных военных постов не занимал. Получив в 1890 году звание полного генерала, дальнейшую жизнь провёл в полной безвестности и скончался в 1917 году в возрасте 90 лет.

## Биография

### Молодые годы, военная карьера
Джордж Рейнольдс Скотт Берроуз родился 18 февраля 1827 года в Корхэмптоне, что в Гэмпшире. Его отец, преподобный Уильям Фрэнсис Берроуз (1794/5—1871), окончивший колледж Магдалины в Оксфорде, с 1830 года был викарием Крайстчерча. Он был женат на сестре Джорджа Джексона (1787—1876), адмирала Королевского военно-морского флота, участника наполеоновских войн. У Берроуза было, по крайней мере, ещё четыре дочери, одна из которых вышла замуж за священника, другая же — за адмирала.
Получил частное образование, а в 1843 году стал кадетом Ост-Индской компании, связав всю свою дальнейшую карьеру с Бомбейской армией. 1 января 1844 года в звании энсина был зачислен на военную службу, в 15-й бомбейский туземный пехотный полк, и 1 августа 1846 года повышен до лейтенанта. Во время службы находился на ряде административно-командных должностей, в частности, в 1852 году по протекции командующего Бомбейской армией Уильяма Стейвли поступил в управление генерал-квартирмейстера. 23 ноября 1856 года был повышен в звании до капитана, 1 января 1862 года — до майора, а 16 июля 1864 года стал подполковником. В 1865 году уехал обратно в Англию, а по возвращении в Индию в 1866 году был назначен в члены государственной комиссии, которой было поручено составить отчёт о санитарном состоянии Пуны. С 1867 года командовал 15-м туземным полком, пока в 1870 году не перешёл в управление генерал-квартирмейстера, став его заместителем. 9 января 1871 года повышен до полковника. Получив местное звание бригадного генерала, в 1874 году занял собственно сам пост генерал-квартирмейстера Бомбейской армии, на котором пробыл до 1879 года.
Во время службы в Индии Берроуз дважды женился. В 1851 году в Сурате он взял в жёны Эмили Элизу Гудфеллоу, дочь генерала Уильяма Гудфеллоу, в браке с которой у него родилась, по крайней мере, одна дочь. В 1871 году в Пуне женился на Агнес Мэри Доротее Женевере, второй дочери покойного Джона Эллиса из Уэлл-хауса в Гигглсвике, что в Йоркшире; у них было четверо детей. О Берроузе отзывались как о благожелательном человеке довольно замкнутого характера, он был обаятелен и добросердечен, среди подчинённых характеризовался беспристрастностью и корректностью, пользовался огромной популярностью, будучи первоклассным штабным офицером Бомбейского президентства, у которого не по собственной вине совершенно отсутствовал боевой опыт. Между тем, в индийских войсках того времени остро ощущалась нехватка квалифицированных кадров, а присутствие 50-летнего британского офицера на посту командира пехотной роты было совершенно обычным делом. Несмотря на это, в 1879 году, в показаниях перед комиссией Эшли Идена по обзору индийской армии Берроуз повторил распространённые суждения о том, что индийцы «не годятся для командных постов, и, несомненно, можно ожидать катастрофы, если в случае каких-либо трудностей войска останутся без присмотра европейского офицера».

### Англо-афганская война

#### Приготовления
После смерти эмира Дост-Мухаммеда его преемник Шир-Али проявил интерес к сотрудничеству с Российской империей, что вызвало недовольство британцев, считавших такое поведение властей Афганистана вкупе с российской экспансией в Средней Азии угрозой британскому могуществу в Индии. После того, как британское посольство было развёрнуто назад на границе с Афганистаном, британцы вторглись в Афганистан и двинулись к Кабулу, Шир-Али бежал в Россию, а его сын и преемник Якуб-хан подписал мирный договор и согласился принять посланника. Несколько месяцев спустя, после вывода войск, британский резидент Пьер Каваньяри был убит восставшими афганцами. Британцы немедленно захватили Кабул вместе с Кандагаром, свергнув Якуб-хана и вступив в союз с Абдур-Рахманом, племянником Шир-Али. По плану британцев Абдур-Рахман должен был править только Кабулом, в то время как Герат и Кандагар должны были обрести независимость, в связи с чем губернатором (вали) последнего стал уже британский ставленник Шир-Али. Тем временем, Аюб-хан, младший брат Якуб-хана, вознамерился покорить себе весь Афганистан и начал активные военные приготовления к походу на непокорный южный Афганистан, избрав своей целью Кандагар.
В 1879 году Берроуз занял пост командира Нассирабадской бригады 1-й бомбейской дивизии под общим командованием генерал-лейтенанта Джеймса Примроуза. В декабре того же года было принято решение о замене подразделений Бенгальской армии в южном Афганистане на бомбейцев, после чего Берроуз с подчинённой ему бригадой был выдвинут в Болан, где отвечал за коммуникации между Сиби и Кветтой. Узнав о намерениях Аюб-хана покинуть Герат в середине июня, в мае 1880 года Шир-Али для укрепления своей обороны обратился к британцам с просьбой направить одну бригаду в район Гиришка, что на реке Гильменд, в 80 милях к западу от Кандагара. Численность войск, находившихся в непосредственном подчинении у Примроуза в Кандагаре, составляла тогда порядка 4600 человек, включая личный состав двух британских пехотных полков. Примечательно, что 29 мая по поводу дня рождения королевы в Кандагаре был дан большой парад войск, на котором во время артиллерийского салюта лошадь под Берроузом запаниковала и сбросила его, первоклассного наездника, из седла.
Главнокомандующий Индии генерал Фредерик Хейнс в категорической форме отказал Шир-Али, заявив, что гарнизон Кандагара нуждается в укреплении, а не в сокращении. 21 июня кавалерийский авангард армии Аюб-хана переправился через реку Герируд, после чего Примроуз доложил в штаб о том, что приступил к подготовке отправки бригады в Гиришк, последовав совету политического советника полковника Оливера Сент-Джона вопреки своему же собственному желанию. По оценкам историков, никаких серьёзных изменений в положении южного Афганистана в связи с выступлением Аюб-хана не было, а отправка двух-трёх тысяч солдат против армии, в несколько раз превышающей численность британцев, привела бы к катастрофе, учитывая то, что в случае поражения отступать бы им пришлось несколько миль по жаре в безводной пустыне. Тем не менее, вице-король лорд Рипон, которого государственный секретарь лорд Хартингтон убедил в наличии угрозы для Кандагара, выступил за отправку бригады и соответствующее разрешение было 1 июля отправлено Примроузу. Став командующим гарнизоном Кандагара, Берроуз, будучи следующим по старшинству офицером после генерала Примроуза, фактически возглавил все британские войска в регионе, поскольку тот к этому времени уже был практически непригоден к службе и не желал принимать активного участия в командовании.

#### Бригада Берроуза на марше
Порученная Берроузу бригада состояла из двух кавалерийских полков (3-й бомбейский лёгкий и 3-й синдский), двух бомбейских туземных полков (1-й гренадерский и 30-й стрелковый), одного полка британской пехоты (66-й Беркширский, без двух рот), половины роты Бомбейских сапёров и одной батареи Королевской конной артиллерии с шестью 9-фунтовыми пушками «Armstrong RML», общей численностью порядка 2500 человек. 4 и 5 июля бригада с большим обозом вместе с войсками поддержки и сопровождающим персоналом двумя частями медленно вышла из Кандагара, подойдя 11 июля к Гильменду и встала напротив Гиришка, где находились силы Шир-Али. Берроуз ожидал сопротивления со стороны афганцев, благоприятному положению войск не способствовали также и мятежные настроения в союзной армии Шир-Али. Афганские войска из двух тысяч человек пехоты и тысячи кавалеристов с батареей гладкоствольных орудий не отличались надёжностью, ввиду чего, посовещавшись с Шир-али, 13 июля Берроуз и Сент-Джон приняли решение перейти через реку и их разоружить. Этого сделать не удалось, так как на уже на следующий день, утром 14 июля, афганцы подняли восстание в Шораки, захватили оружие и боеприпасы, разграбив крепость и прогнав британцев. Действуя самостоятельно, Берроуз послал через Гильменд отряд конницы и пехоты, который погнался за отступавшими мятежниками и отбил артиллерию, а затем благополучно вернулся обратно, потеряв убитым лишь одного человека. В тот же день из орудий была сформирована отдельная батарея, а британский лагерь был перемещён на две мили вверх по реке, однако вскоре выяснилось, что армия Аюб-хана уже в трёх переходах от Гильменда. Не доверяя полководческому таланту Берроуза, Сент-Джон вынудил его отвести бригаду в Хушк-и-Нахуд, где можно было запастись продовольствием, встав на полпути до Кандагара, куда вело сразу несколько дорог. Тем временем, основная часть мятежников присоединилась к армии Аюб-хана, куда стало стекаться всё больше людей, в том числе и из-за того, что отступление британских войск лишь подняло его авторитет среди афганцев.
17 июля Берроуз привёл в бригаду в Хушк-и-Нахуд, а 19 июля переместил лагерь на три мили ближе к Гильменду. Новая позиция была достаточно надёжной с точки зрения военной стратегии, так как лежала на прямой дороге между Аргандабом и холмами с северной стороны равнины. Однако, гористая местность могла позволить противнику пробраться к британскому лагерю незамеченным, в связи с чем оборона Кандагара в этом месте становилась совершенно бессмысленной. Единственным объяснением того, почему Берроуз остался в этом месте, может быть его сильная зависимость от поставляемой Сент-Клером разведывательной информации, в которой утверждалось, что в армии Аюб-хана якобы зреет недовольство. Сам Аюб-хан, похоже, был застигнут врасплох отступлением Берроуза и, опасаясь ложного удара, довольно нерешительно двинулся вперёд. Тем не менее, к 19 июля его войска достигли Гиришка, а уже 21 июля пересекли Гильменд, заняв оазис Сангбур, в двенадцати милях к северо-западу от ставки Берроуза.
На конференции, состоявшейся 22 июля в Симле, вице-король решил, что Примроуз всеми доступными силами должен выдвинуться на подмогу Берроузу и немедленно вступить в бой с Аюб-ханом, однако был отговорён от этого Хейнсом и окончательного приказа отдано не было. Параллельно Примроуз по телеграфу вёл переговоры с Хейнсом, которому сообщал, что Берроуз находится «на приемлемом расстоянии» от Кандагара, а Аюб-хан не стремится к открытому столкновению с британскими войсками, но если решит к этому прибегнуть, то, «возможно, направится к Газни». Как указывали историки, такая оценка положения была ошибочной: Берроуз находился в 46 милях от Примроуза и подкреплению до него было три дня пути, тогда как Аюб-хан стремился именно к завоеванию Кандагара и ни к чему иному. 22 июля в ответных телеграммах Хейнс призывал не допустить того, чтобы Аюб-хан «мог проскользнуть мимо Кандагара в сторону Газни, не получив отпора», указывая Примроузу на следующее: «Вы должны понимать, что имеете полную свободу атаковать Аюба, если считаете, что достаточно сильны для этого. Правительство считает с политической стороны крайне важным разгром его войск и предотвращение его приближения к Газни всеми возможными средствами». Эти телеграммы были должным образом скопированы и пересланы Берроузу в Хушк-и-Нахуд. В это время Примроуз, судя по всему, впал в прострацию, не направив Берроузу требуемого подкрепления и фактически заставил его сражаться в одиночестве.
23 июля Берроуз послал отряд на разведку в Сангбур, который в трёх милях от лагеря наткнулся на афганцев и был вынужден отступить. В дальнейшие несколько дней о передвижениях Аюб-хана более не было никаких новостей. И хотя предполагалось, что он движется по направлению к деревне Майванд, куда по расчётам должен был прибыть 27 июля, Берроуз решил дождаться прояснения ситуации. Всё это время, с 15 по 25 июля, в британском лагере неоднократно собирался военный совет высших офицеров и единственным итогом обсуждения сложившейся ситуации было полное отсутствие каких-либо решений, во многом из-за слабости самого Берроуза и его неумения решительно выразить своё собственное мнение. Наконец, 26 июля в ходе очередного созыва военного совета было принято решение утром следующего дня выдвинуться к Майванду для того, чтобы сохранить сообщение бригады с Кандагаром и одновременно отсечь войска Аюб-хана от Газни. Ранее в тот же день британский патруль разведал обстановку в Сангбуре, где нашёл только три сотни афганских конников, в связи с чем Берроуз и Сент-Джон предположили, что войска Аюб-хана всё ещё стоят на Гильменде. На самом деле, Аюб-хан обманул британских разведчиков и сразу после их отбытия выдвинул свои основные силы вместе с артиллерией в Сангбур. Уверенный в правоте принятого решения, Берроуз не предпринял никаких попыток повторно разведать обстановку в Сангбуре, не зная того, что афганцы поджидают его бригаду именно там, на пути к Майванду. 27 июля подъём в британском лагере был объявлен в четыре часа утра, однако бригада Берроуза начала выдвигаться в сторону Майванда лишь в семь часов, задержавшись по причине сбора большого обоза. Пехота была уставшей, а кавалерия измотана постоянными рекогносцировками, в результате чего колонна двигалась медленно, растянувшись в итоге примерно на милю.

#### Майвандская катастрофа
Утром 27 июля 1880 года, прежде чем Берроуз смог провести разведку, выбрать место под лагерь и дать своим солдатам отдохнуть перед боем, молодой лейтенант артиллерии Гектор Маклейн выступил вперёд с отрядом кавалерии и двумя орудиями, открыв огонь по противнику, не получив на то соответствующего приказа. На часах было примерно 11 часов утра, стояла сорокаградусная жара, бригада Берроуза ещё не закончила марша, но он не колеблясь дал бой армии Аюб-хана. Несмотря на предпринятую разведку местности, британцы из-за тумана не разглядели овраг на своём правом фланге, который позволил противнику зайти англичанам в тыл. В распоряжении Берроуза не имелось резервов, его кавалерия вместе с пехотой рассредоточилась на большой площади. Решив, что у афганцев нет орудий и силы Аюб-хана не вступят в прямое столкновения, Берроуз атаковал без промедления, решив, что преимущество на его стороне. Постепенно он стал понимать, что столкнулся со всей армией Аюб-хана, превышавшей численность его бригады примерно в 11 раз. Афганцы поначалу были застигнуты врасплох обстрелами британской артиллерии и в течение получаса ничем не могли на них ответить, однако в ходе последовавшей артиллерийской дуэли Аюб-хан четыре часа поддерживал непрестанный огонь из тридцати пушек по британским войскам. В час дня афганская кавалерия выдвинулась вперёд и в ожесточённом бою рассеяла ряды пехоты. Первыми бежать бросились ненадёжные туземные полки, прямо сквозь соседние части, ещё державшие оборону. Попытка возобновить атаку средствами кавалерии не возымела действия, так как та уже была деморализована артиллерией. Не прекращал биться лишь оставшийся окружённым 66-й Беркширский полк, более половины солдат которого погибло под Майвандом. На поле боя осталось только 11 беркширцев, но и те вскоре пали жертвой наступавшей лавины афганцев, покрыв себя героической славой.
Показав себя плохим командиром и не сумев сплотить войска, Берроуз приказал оставшимся в живым отступать, что вылилось в паническое бегство. Сам Берроуз храбро сражался, что никем не ставилось под сомнение; так, под ним было убито две лошади. Вскоре распространились слухи о том, что Берроуз убит, однако оказалось, что он отдал свою уже третью лошадь одному раненому офицеру и затем был подобран майором-кавалеристом. Афганцы не очень энергично преследовали британцев, больше сосредоточившись на разграблении их обоза, однако многие умерли от жажды и истощения по дороге. В общей сложности в бою среди британцев было убито более 900 солдат и офицеров, почти половина от численности бригады Берроуза, тогда как потери Аюб-хана посчитать не представляется возможным и они только приблизительно оцениваются в 2—3 тысячи человек. По свидетельствам современников, Берроуз был «совершенно раздавлен» поражением, «постарев на 20 лет». Наконец, 28 июля примерно в 14 часов дня остатки бригады Берроуза достигли Кандагара, проведя в пути порядка 30 часов. Сразу же была начата подготовка к обороне Кандагара, который вскоре был осаждён подошедшими войсками Аюб-хана. На подмогу британцам были отправлены войска под командованием генерала Фредерика Робертса, пришедшие в Кандагар 31 августа. Гарнизон был практически деморализован, но тем не менее остатки бригады под командованием Берроуза приняли участие в последовавшем сражении, в ходе которого 1 сентября Робертс атаковал афганские войска и наголову разбил армию Аюб-хана.
Принимая во внимание все затруднения, с которыми столкнулся Берроуз, было бы бессмысленно утверждать, что он мог бы отступить без значительных потерь или атаковать с уверенностью в успехе; однако, любой курс был предпочтительнее марша вперёд без какого-либо плана, до остановки в той точке, где отступление и успешная атака были одинаково невозможны.полковник Генри Ханна, историк.
Один из подчинённых впоследствии назвал Берроуза «львом», тогда как в газетах его предлагали представить к награждению крестом Виктории. Тем не менее, многие современники и историки подвергли Берроуза критике за тактику ведения боя, неспособность использовать инициативу, ошибки при разведке и развёртывании войск, предположив, что он должен был атаковать афганцев намного раньше, чем было сделано, и в этом случае битва могла окончиться победой. По мнению полковника Генри Ханны, Берроуз пошёл на неоправданный риск, приняв решение сражаться с афганцами будучи уже оторванным от тылов и коммуникаций, в голой пустыне. Согласно анализу современного историка Брайана Робсона, Берроуз полагал афганцев неготовыми к длительному сражению, одновременно выбрав неудобную для боя позицию, раздробив кавалерию, наиболее способную из всех своих войск, а также неоправданно понадеявшись на индийские части. По тому же Ханне, у Берроуза была возможность нанести предупредительный удар по афганцам, не дожидаясь пока они построятся для атаки, но он этим шансом не воспользовался и даже не попытался отступить, а выбрал наименее выгодный с точки зрения военной тактики вариант, окончившийся поражением. Тем не менее, если бы индийцы выстояли, как полагает Робсон, то Берроуз смог бы выиграть сражение под Майвандом.
По оценкам современника, служившего в индийской армии, поражение Берроуза в битве при Майванде было беспрецедентным в военной истории Великобритании, оценивалось как «национальное бедствие», хоть и сравнимое по потерям примерно со сражением при Изандлване с зулусами, произошедшем несколькими месяцами ранее.В этой связи досталось также и правительству Гладстона, которое было избрано на волне антиимпериалистических настроений, но буквально завязло в имперских войнах от Азии до Африки. Раскритиковано было и индийское правительство, в частности лорд Рипон, который не смог защитить перед своими же военными советниками позицию об отправке подкрепления на помощь малочисленному гарнизону Кандагара, «унаследованному» в таком состоянии и с такими командующими от предыдущего вице-короля лорда Литтона. Между тем, именно поражение Берроуза существенно повлияло на политику британцев в регионе, заставив их отказаться от разделения Афганистана, который в течение более чем 30 лет не беспокоил империю, до начала третьей англо-афганской войны в 1919 году.

### Последующая жизнь
Несмотря на то, что официальные донесения были «скудными и даже уклончивыми», получив отчёт Робертса о событиях в Кандагаре и Майванде, в штаб-квартире в Симле было принято решение об отзыве Берроуза в Бомбей, от командования он также был отстранён. По итогам войны Берроуз был четырежды упомянут в донесениях (15 октября, 19 ноября, 3 декабря, 31 декабря 1880 года), а также награждён медалью с пряжкой. Несмотря на критику со стороны вице-короля и главнокомандующего за неспособность объяснить причины поражения, Берроуз, против которого имелись якобы «веские доказательства», был поддержан бомбейским истеблишментом. По собственным словам, он на поле боя для своих войск «сделал всё возможное, чтобы спасти их от полного уничтожения».
Перед отъездом в Бомбей, Берроуз вместе с бригадным генералом Томасом Наттолом, командовавшим кавалерийской бригадой при Майванде, выдвинул серьёзные обвинения против двух своих подчинённых: майора Альберта Карри и полковника Джона Малкомсона, командовавших 3-м синдским и 3-м бомбейским лёгким кавалерийскими полками. Оба были обвинены в трусости и грубых дисциплинарных проступках, якобы совершённых во время самого боя, а также при отступлении. Так, кавалерия не сыграла никакой роли в предотвращении отступления пехоты и противодействии наступавшим афганцам в критический момент сражения, чем потеряла всякое доверие со стороны Наттола, который всю ответственность за это возложил именно на Малколмсона и Карри. Берроуз отмечал, что дважды приказывал кавалерии развернуться и атаковать, но без особых успехов. Карри же заявлял, что никакого приказа не слышал, возможно, из-за царившей в тот момент неразберихи. Также Берроуз критически оценивал участие кавалерии в прикрытии отступавших, которых преследовали и добивали афганцы. По оценкам современников, Карри вообще устал от командования и как можно быстрее хотел добраться до Кандагара; так, он постоянно был полупьян, а во время осады крепости у него случился приступ белой горячки. После рассмотрения дела следственным судом под председательством Роберта Фэра, Карри и Малкольмсон были арестованы Робертсом и отправлены в Бомбей, где несколько месяцев спустя, в 1881 году, предстали перед военным трибуналом и были им «справедливо оправданы на основании представленных доказательств». Оба восстановились на службе, но вскоре вышли в отставку. По оценкам историков, Карри и Малкольмсон сделали меньше чем могли бы сделать в условиях отступления, во многом из-за утраты доверия к своим командующим — Берроузу и Наттоллу.
В британском парламенте были устроены разбирательства по поводу событий в Майванде, для чего правительством Индии были представлены документы, в том числе военные телеграммы. В ходе слушаний выяснилось, что Сент-Джон недостаточно чётко информировал Берроуза об исходящих из Симлы директивах командования, тогда как лорд Хартингтон отказался признать ошибочность таковых распоряжений и возражал против того, что именно правительство Индии является ответственным за поражение. Выступив против лорда Хартингтона, член парламента лорд Рэндольф Черчилль, в частности, заявил следующее:
Катастрофа, случившаяся с генералом Берроузом 26 июля, намного превосходящая по своим масштабам какие бы то ни было неудачи, постигшие британские войска более чем за четверть века, в основном объясняется отсутствием дальновидности, знаний в военном деле и предусмотрительности со стороны индийского правительства.
Сент-Джон, который по оценкам историков, из-за своих странных решений и советов должен был понести основную ответственность за катастрофу, пошёл на повышение и был назначен резидентом Майсура, а также посвящён в рыцари. Основное внимание прессы и общественности было сфокусировано на Робертсе, новом британском герое. Примроуз с Берроузом же никаких постов в дальнейшем не занимали, хоть и продвигались в военном звании. Так, 10 ноября 1881 года он был повышен до генерал-майора, 3 февраля 1886 года — до генерал-лейтенанта, и уже 1 июля того же года отчислен в резерв. 17 августа 1890 года получил звание генерала. К середине 1900-х годов осел в Лимингтоне, затем переехал в Бат.
Джордж Рейнольдс Скотт Берроуз скончался 8 июля 1917 года в Бате в возрасте 90 лет. Он умер, как указывалось, «в полной безвестности», в самый разгар Первой мировой войны, когда британские потери только за один более-менее спокойный день были больше общего количества убитых за всю битву при Майванде. Похоронен на местном Лансдаунском кладбище. Его вдова, скончавшаяся в 1932 году, похоронена рядом с ним.
Переписка и записная книжка Берроуза, а также его документы, касающиеся англо-афганской войны и битвы при Майванде, хранятся в Гэмпширском архиве. Берроуз фигурирует в историческом романе советского востоковеда Н. А. Халфина «Победные трубы Майванда», где показано, что он «не располагал достоверными сведениями о противнике», тогда как именно Сент-Джон «никак не мог наладить надёжную разведку».